# Cimetière de Solln

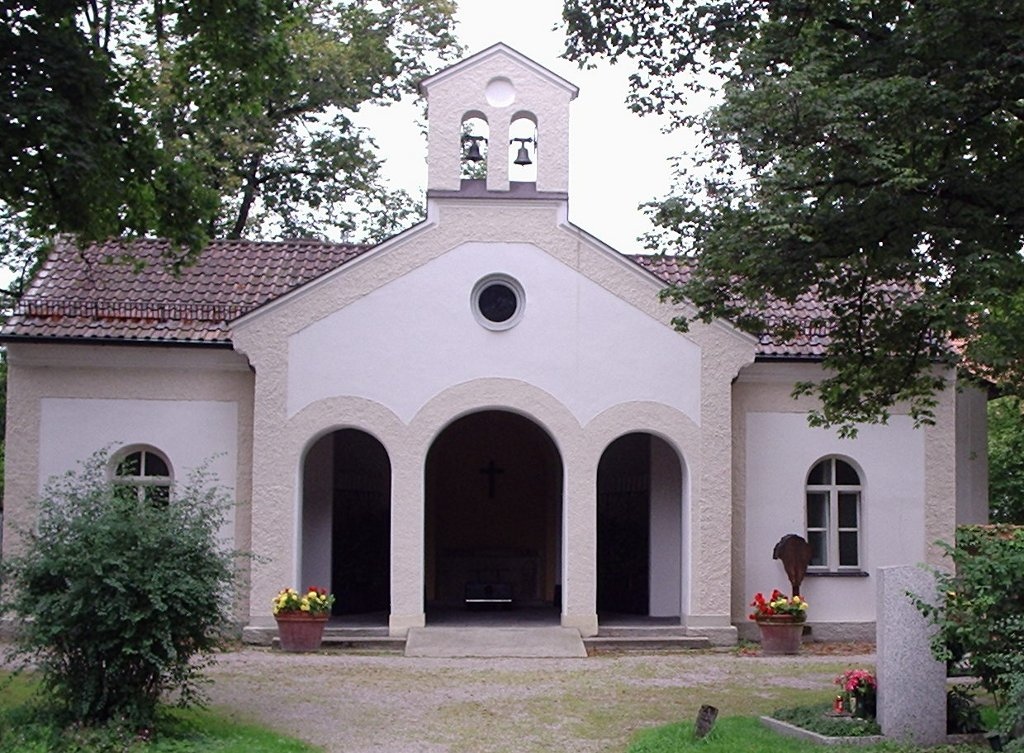
Chapelle du cimetière.

Le cimetière de Solln (Friedhof Solln) est un des cimetières du sud de la ville de Munich en Allemagne. Il dessert le quartier de Solln, ancien village intégré à la ville en 1938. Il se trouve au no 1 du Friedhofweg du côté sud de l'église Saint-Jean-Baptiste de Solln. Il s'étend sur 0,37 hectares et comprend aujourd'hui environ 420 sépultures.

## Histoire

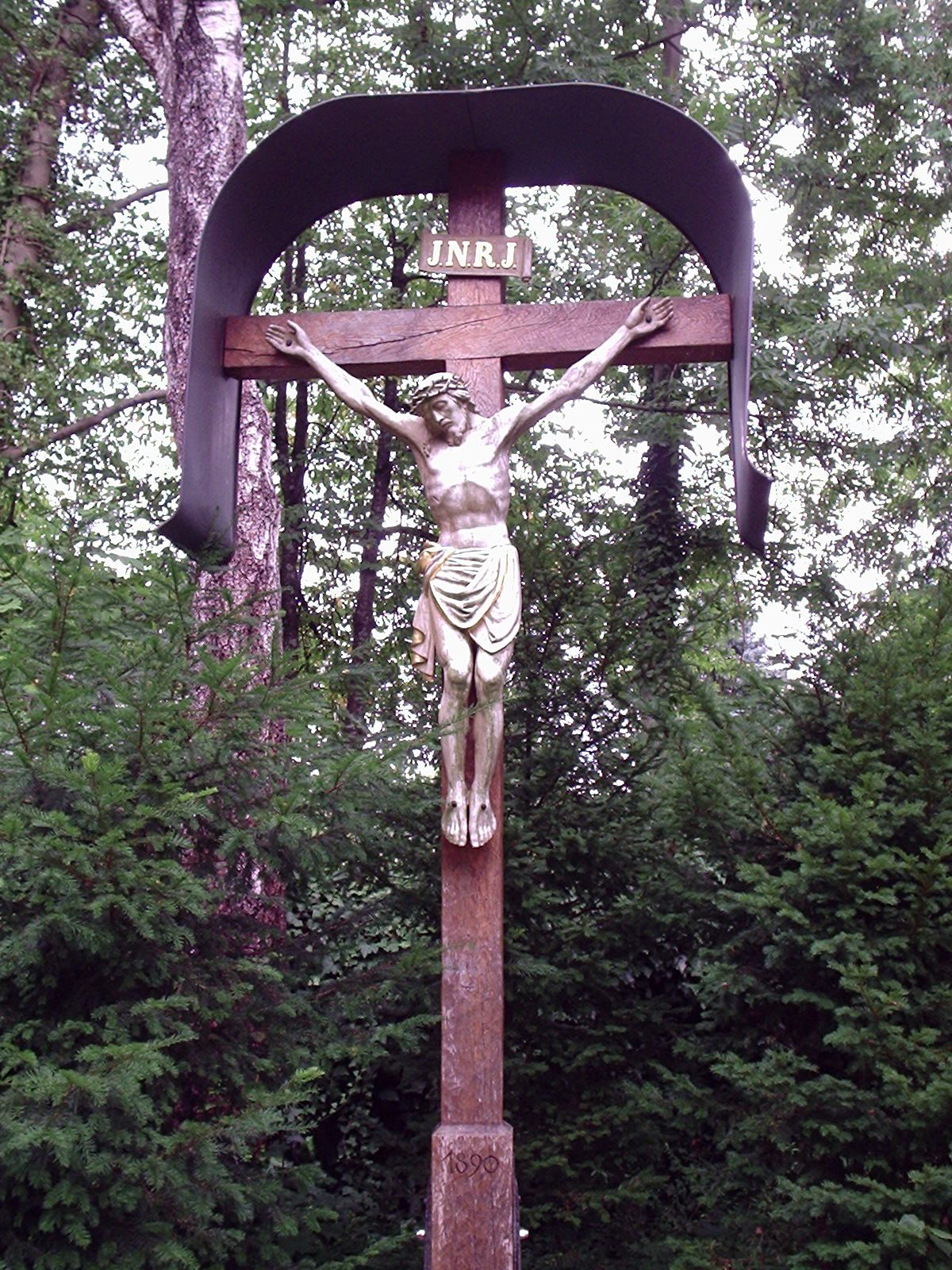
Calvaire du cimetière.

Le cimetière de Solln a été aménagé entre 1879 et 1883, le petit cimetière paroissial Saint-Jean-Baptiste (disparu aujourd'hui) étant devenu trop petit. Devenu lui-même trop petit en 1936, un nouveau cimetière est ouvert en 1936 dans le quartier de Warnberg, sous le nom de Waldfriedhof Solln. Le village de Solln est intégré à la ville de Munich en 1938. 
Le cimetière de Solln est toujours utilisé pour les enterrements aujourd'hui, à condition que d'anciennes tombes soient relevés. Comme pour le cimetière forestier de Solln, il est géré par la partie ancienne de ce cimetière. 

## Description
Le cimetière a été conçu en 1879-1880 par Johann Grimm dans un style néoromantique selon un plan rectangulaire entouré de murs. Il est surplombé par un calvaire de bois en son milieu. On y trouve encore des tombes anciennes de la fin du XIXe siècle et du début du XXe siècle.
À l'entrée du cimetière se trouve une plaque commémorative apposée sur le bâtiment du cimetière pour le sculpteur August Drumm avec un relief en bronze représentant une tête de Christ créée par l'artiste lui-même en 1902. Drumm avait sa tombe dans le cimetière de Solln, mais elle été relevée et a donc disparu.

## Personnalités inhumées

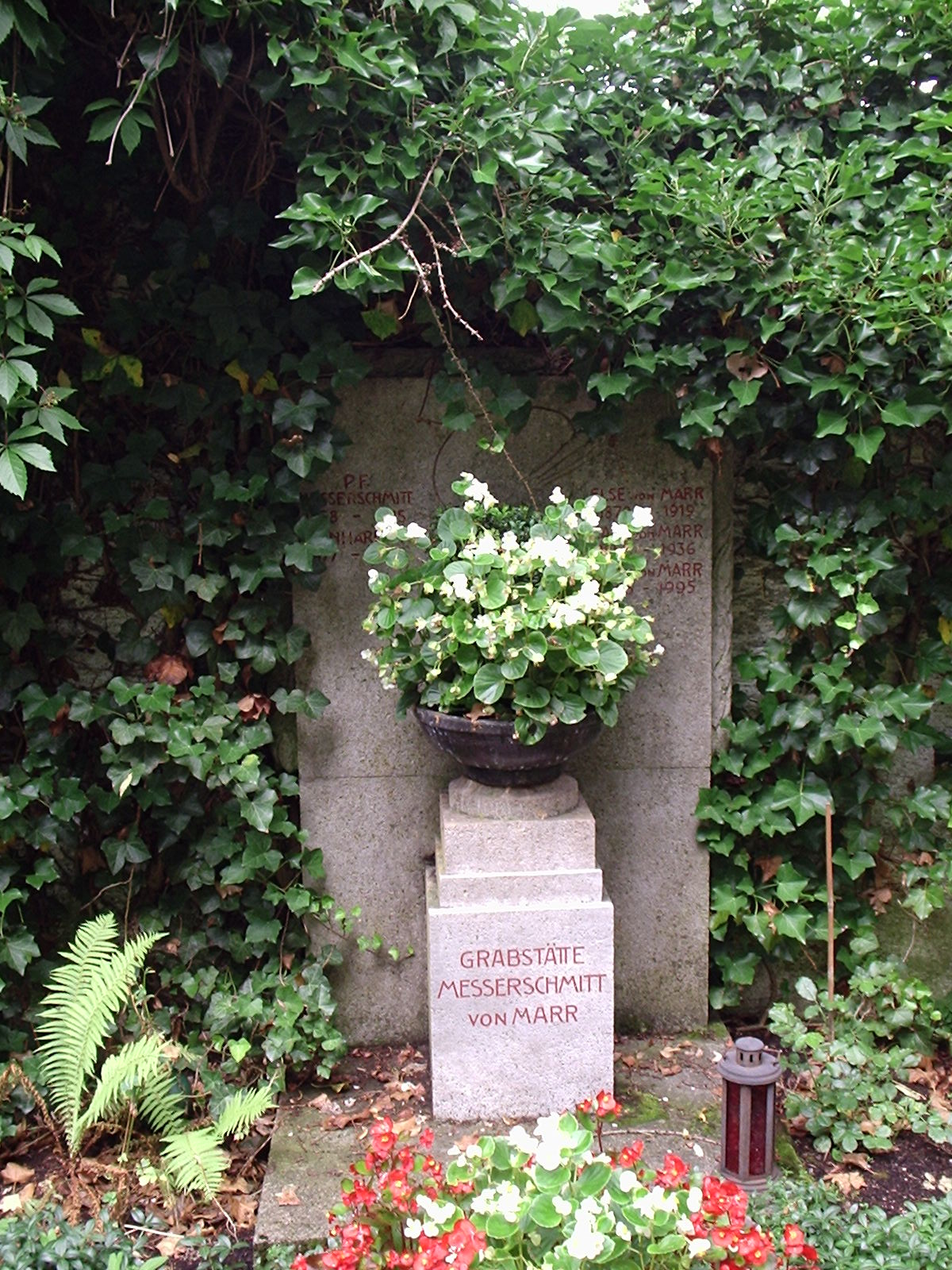
Tombe des peintres Pius Ferdinand Messerschmitt et Carl von Marr.

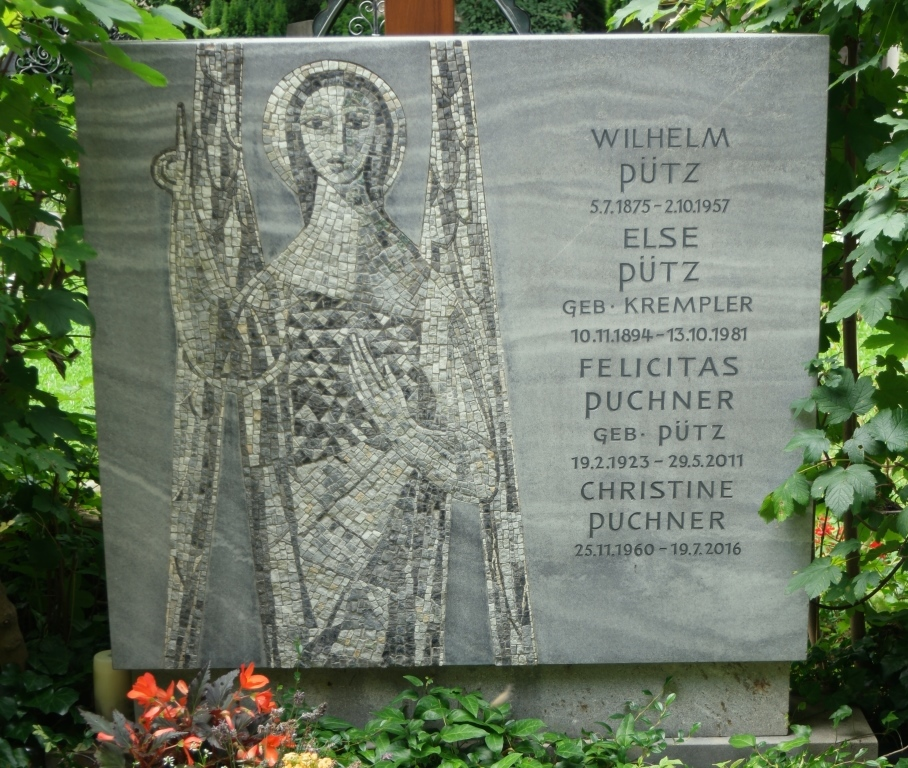
Sépulture de l'artiste et mosaïste Wilhelm Pütz.

- August Drumm (1862-1904), sculpteur (tombe disparue)
- Walther von Dyck (1856-1934), mathématicien, sépulture 3-2-163/164
- Ernst Otto Fischer (1918-2007), prix Nobel de chimie
- Mark Lothar (1902-1985), compositeur, sépulture 03-102
- Carl von Marr (1858-1936), peintre
- Pius Ferdinand Messerschmitt (1858-1915), peintre
- Carl Muth (1867-1944), publiciste
- Franz Mikorey (1907-1986), sculpteur
- Kurt Neubauer (1899-1923), participant au complot contre Hitler[2]
- Richard Schaeffler (1926-2019), philosophe
- Senta Maria Schmid (1908-1992), danseuse et chorégraphe, sépulture M-43
- Manfred Schröter (1880-973), philosophe et professeur
- Ernst Schweninger (1850-1924), médecin, sépulture M-29

## Weblinks
- (de) Friedhof Solln – Informations sur le portail de la ville de Munich